# Pipi
Pipi, pseudonimo di Ricardo Degaldo de la Obra (Belmonte, 15 novembre 1971), è un cantante spagnolo, era la seconda voce e showman degli Ska-P.

## Biografia
Viene definito anche "trasformista" poiché durante i concerti ad ogni canzone usa cambiare il suo look. Dopo lo scioglimento degli Ska-P è fondatore di un nuovo gruppo, i The Locos, presentandosi come prima voce.
Il 24 aprile 2008, con un comunicato sul sito degli Ska-P, ha annunciato il suo ritorno al gruppo, pur non abbandonando i The Locos.

Svolge un ruolo di showman molto simile a quello di Mangoni nella band italiana "Elio e le Storie Tese" e di Danilo Fatur nella (disciolta) band italiana "CCCP Fedeli alla linea".